# Аврійї (Ер)
Аврії́, Авріллі (фр. Avrilly) — колишній муніципалітет у Франції, у регіоні Нормандія, департамент Ер. Населення — 449 осіб (2011).
Муніципалітет був розташований на відстані близько 90 км на захід від Парижа, 60 км на південь від Руана, 10 км на південь від Евре.

## Історія
До 2015 року муніципалітет перебував у складі регіону Верхня Нормандія. Від 1 січня 2016 року належав до нового об'єднаного регіону Нормандія.
1 січня 2016 року Аврійї, Корней i Томе-ла-Сонь було об'єднано в новий муніципалітет Шамбуа.

## Демографія
Динаміка населення (INSEE ):

## Економіка
2010 року серед 274 осіб працездатного віку (15—64 років) 222 були активними, 52 — неактивними (показник активності 81,0%, у 1999 році було 74,4%). З 222 активних мешканців працювала 201 особа (104 чоловіки та 97 жінок), безробітними було 21 (12 чоловіків та 9 жінок). Серед 52 неактивних 18 осіб було учнями чи студентами, 25 — пенсіонерами, 9 були неактивними з інших причин.

У 2010 році в муніципалітеті числилось 169 оподаткованих домогосподарств, у яких проживали 454,5 особи, медіана доходів виносила 23 382 євро на одного особоспоживача